# 德基爾奇小男孩足球俱樂部
德基爾奇小男孩足球俱樂部（FCM Young Boys Diekirch）是盧森堡的一家足球俱樂部，主場位於德基爾奇。

## 外部連結
- Young Boys Diekirch official website